# Okay (Name)
Okay ist ein männlicher Vorname und Familienname.

## Herkunft und Bedeutung
Okay ist ein türkischer Name und eine Bezeichnung für den Saturn. Darüber hinaus bedeutet der Name „Wohlgefallen“.

## Varianten
- Okayer
- Okaygün

## Namensträger

### Vorname
- Okay Temiz (* 1939), türkischer Musiker und Komponist
- Okay Yokuşlu (* 1994), türkischer Fußballspieler

### Familienname
- Erman Okay (* 1940), türkisch-deutscher Schauspieler
- İhsan Okay (* 1969), türkischer Fußballspieler und -trainer
- Yaman Okay (1951–1993), türkischer Schauspieler

### Künstlername
- Okay Kaya (* 1990), amerikanisch-norwegische Sängerin und Schauspielerin